# Шпилі
Шпилі́ — село в Україні, у Іванківській селищній громаді Вишгородського району Київської області. Населення становить 1236 осіб.

## Назва
Назва села походить від шпилю, який утворюють річки Таль і Тетерів, Саме звідси почало будуватися село, тому й назва Шпилі.

## Історія
7 (20) листопада 1917 року, відповідно до Третього Універсалу Української Центральної Ради, увійшло до складу Української Народної Республіки.
16 листопада 1921 р. під час Листопадового рейду через Шпилі проходила Подільська група (командувач Сергій Чорний) Армії Української Народної Республіки.
Архівні документи за 1926 рік свідчать, що в селі Шпилі нараховувалось 380 дворів, населення було 1812 осіб.
У 1928 році в селі утворився перший колгосп імені Ворошилова.

### Голодомор 1932-1933рр.
Спланований і здійснений правлячою в СРСР комуністичною системою Голодомор 1932—1933 років приніс багато страждань і жителям поліського села Шпилі. В обласному архіві збереглись записи з сільрадівської книги 1932—1933 років реєстрації актів про смерть, які засвідчують, що у Шпилях за кілька місяців загинуло страшною голодоморною смертю 144 жителі, причому майже половина з них діти.
В селі проживає 67 мешканців, які пережили найстрашнішу трагедіцю України минулого ХХ століття.
Мартиролог жителів с. Шпилі — жертв Голодомору 1932—1933 років укладений за архівними даними (ДАКО, фр-5634, оп. 1, спр. 424, арк. 143—161;. Спр. 429, арк. 108—173), а також за свідченнями очевидців трагедії Богуш Г. Ф., 1911 р.н.; Глущенко Г. К., 1914 р.н.; Чиренко Г. Й., 1928 р.н., та ін., записаними у 2008 р. Кононенко Н. Г., бібліотекарем.
В мартирологу в алфавітному порядку мовою оригіналів вказані при наявності даних прізвище, ім'я, по батькові, дата смерті, вік померлого.

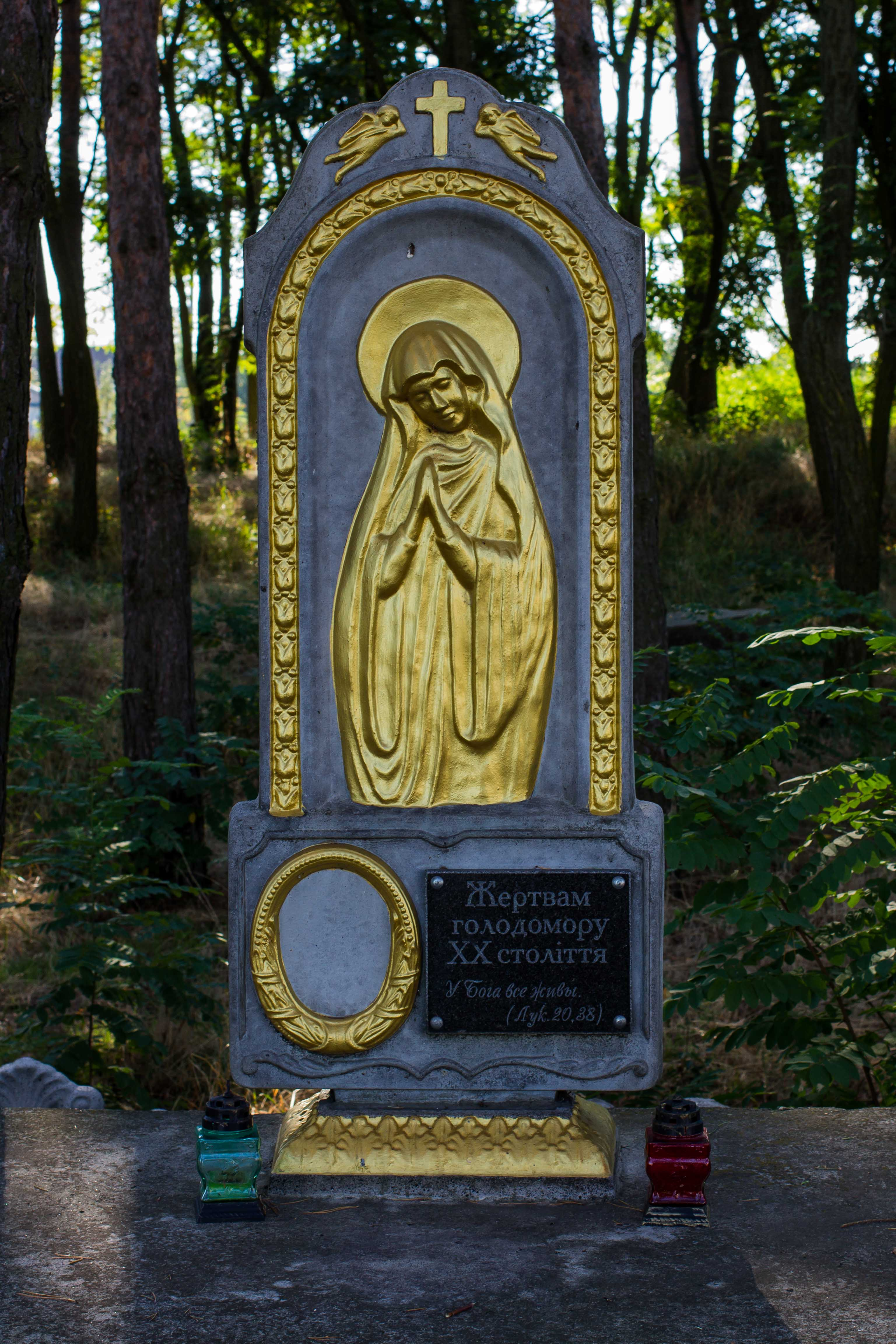
Жертвам голодомору ХХ ст.

Пам'ятний знак жертвам Голодомору 1932—1933 років, відкритий був у с. Шпилі 1 вересня 2003 року.
12 червня 2020 року, відповідно до розпорядження Кабінету Міністрів України № 715-р «Про визначення адміністративних центрів та затвердження територій територіальних громад Київської області», увійшло до складу Іванківської селищної територіальної громади.
19 липня 2020 року, в результаті адміністративно-територіальної реформи та ліквідації Іванківського району, село увійшло до складу новоутвореного Вишгородського району.

### Російське вторгнення в Україну (2022)
З кінця лютого до 1 квітня 2022 року під час російсько-української війни село було окуповане російськими військами.

## Населення

### Мова
Розподіл населення за рідною мовою за даними перепису 2001 року:
| Мова                | Кількість | Відсоток |
| ------------------- | --------- | -------- |
| українська          | 954       | 97.25%   |
| російська           | 25        | 2.55%    |
| білоруська          | 1         | 0.10%    |
| інші/не визначилися | 1         | 0.10%    |
| Усього              | 981       | 100%     |

## Галерея

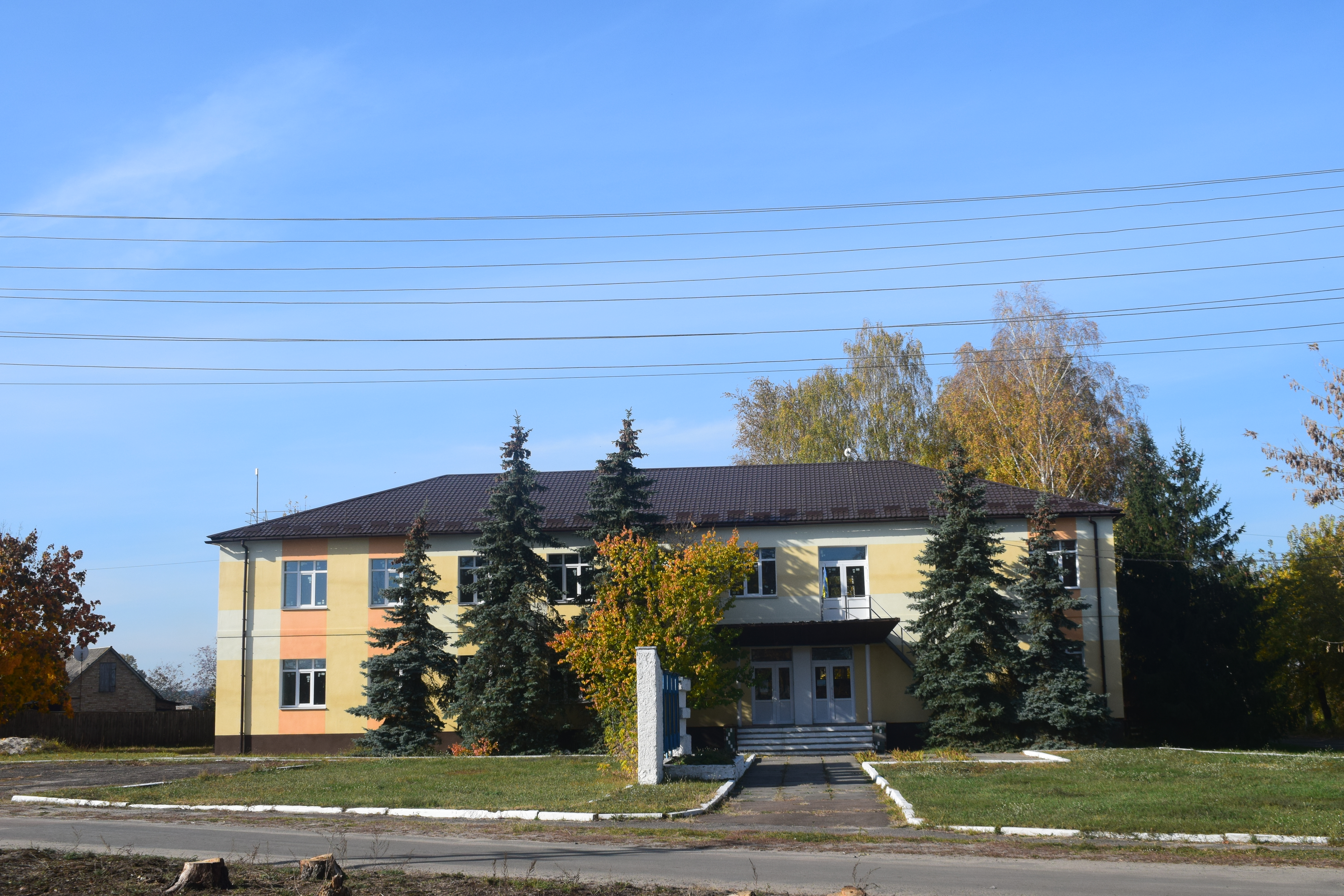
Сільрада
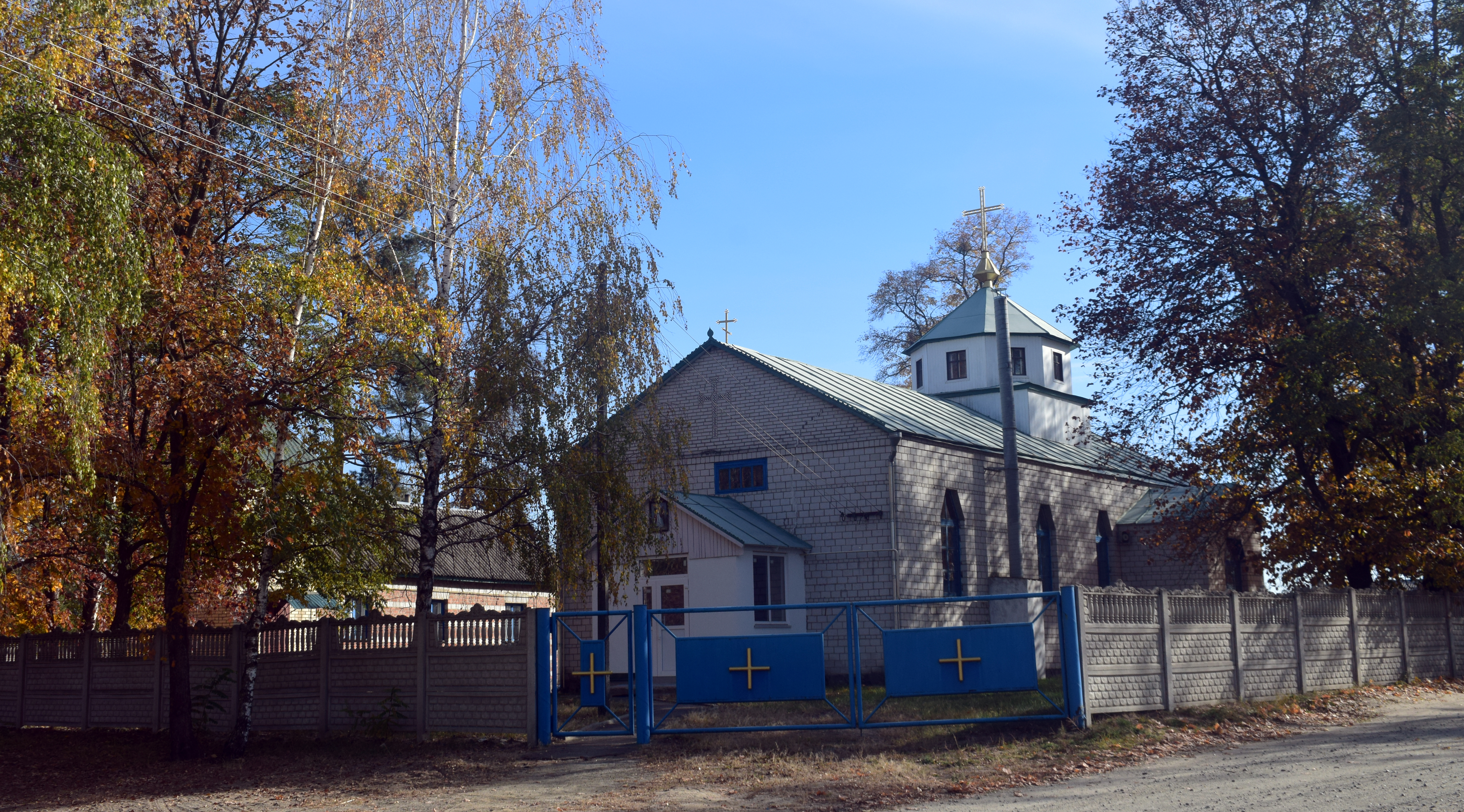
Церква
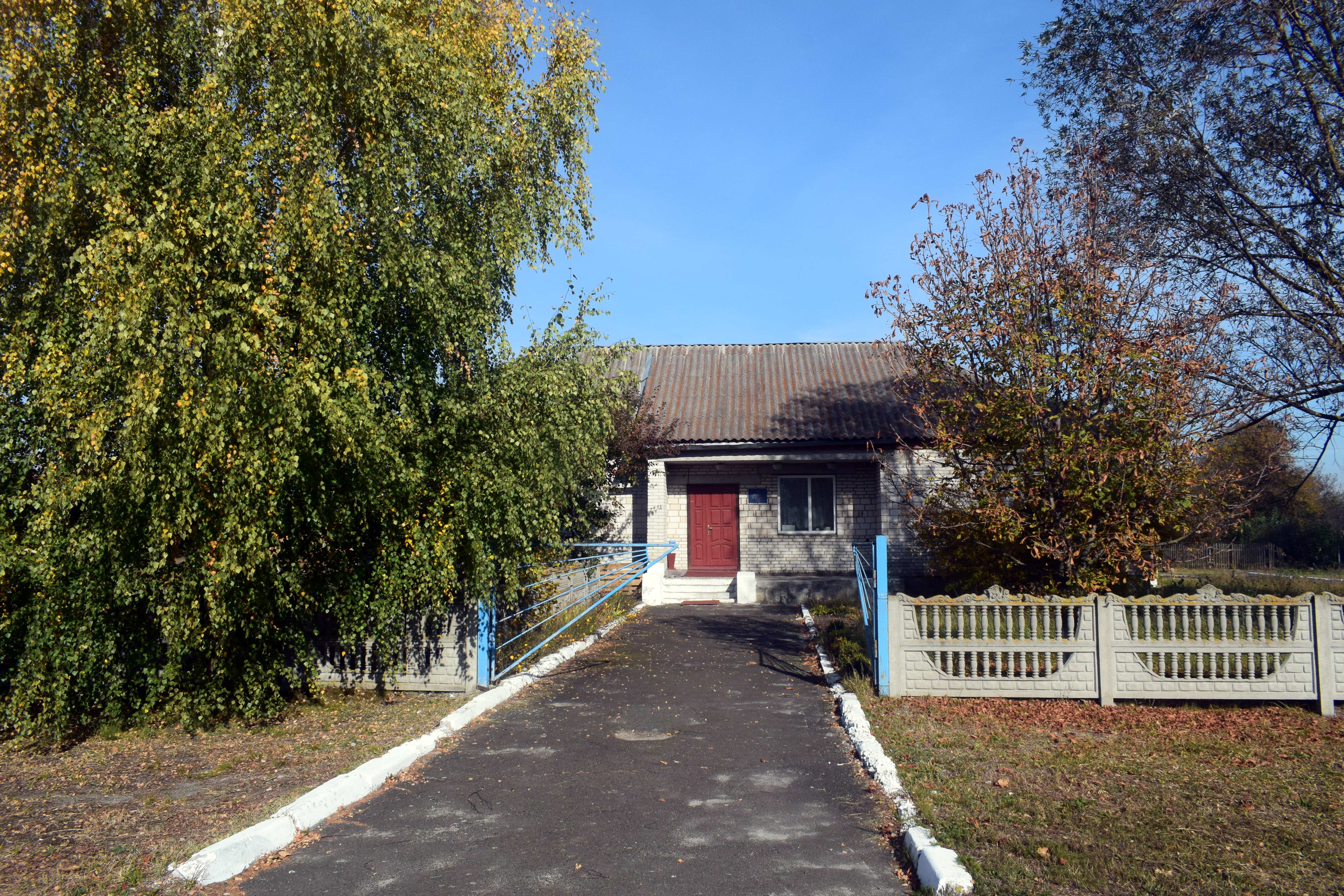
Фельдшерський пункт та акушерська амбулаторія
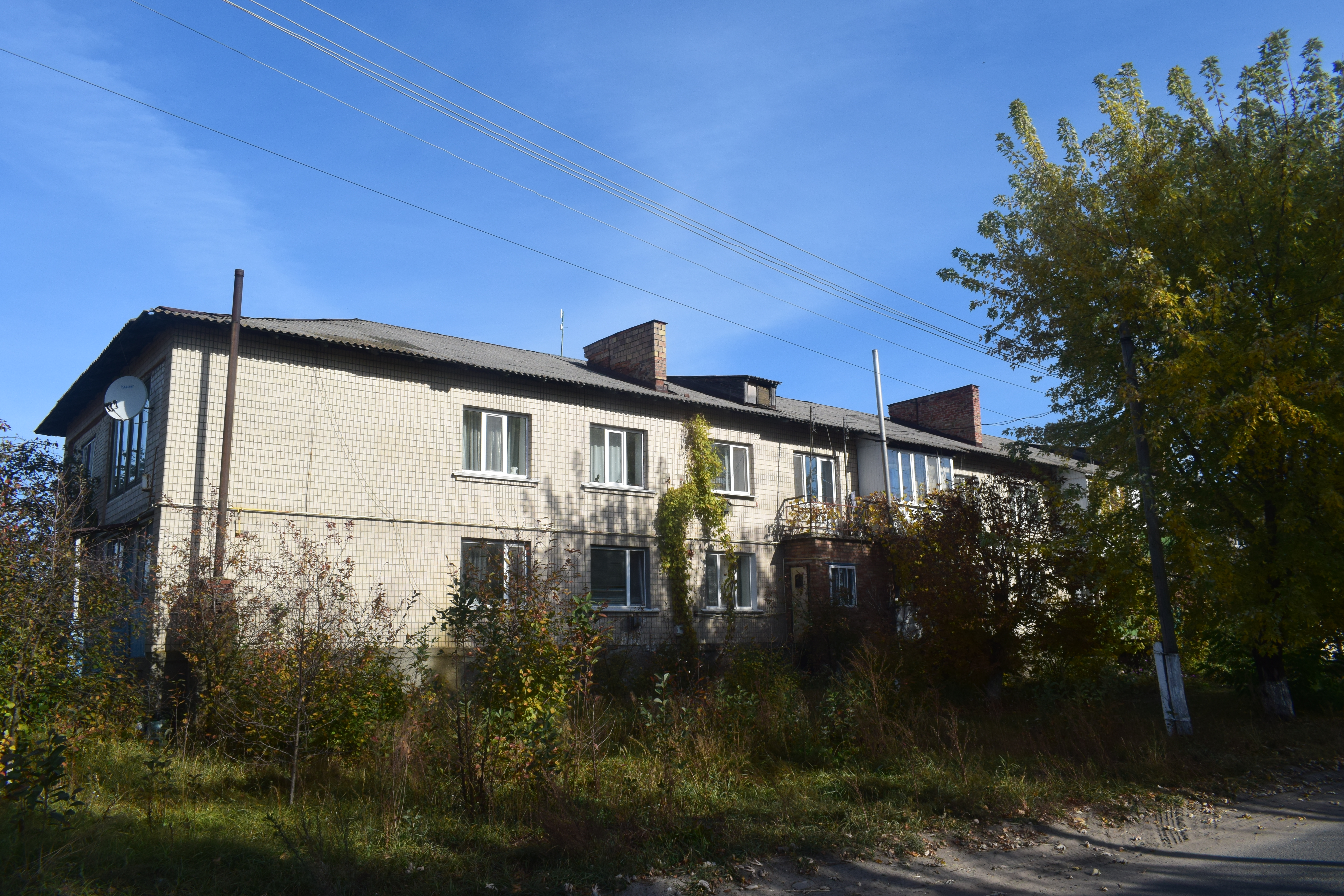
Жилий дім
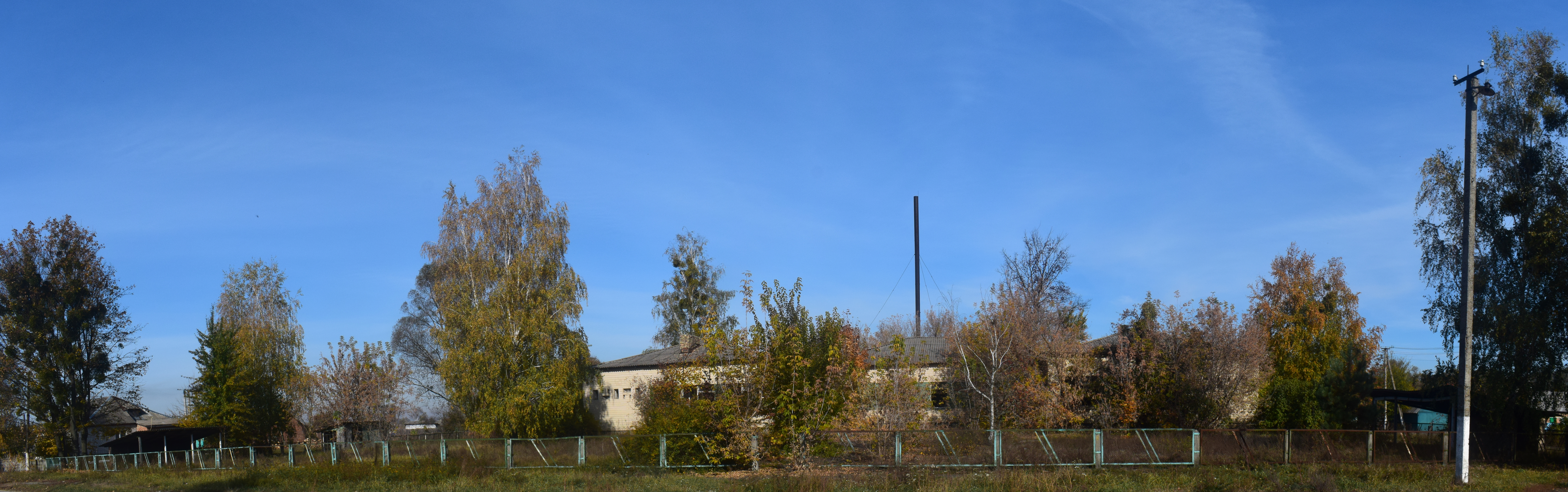
Закинутий дитячий садок
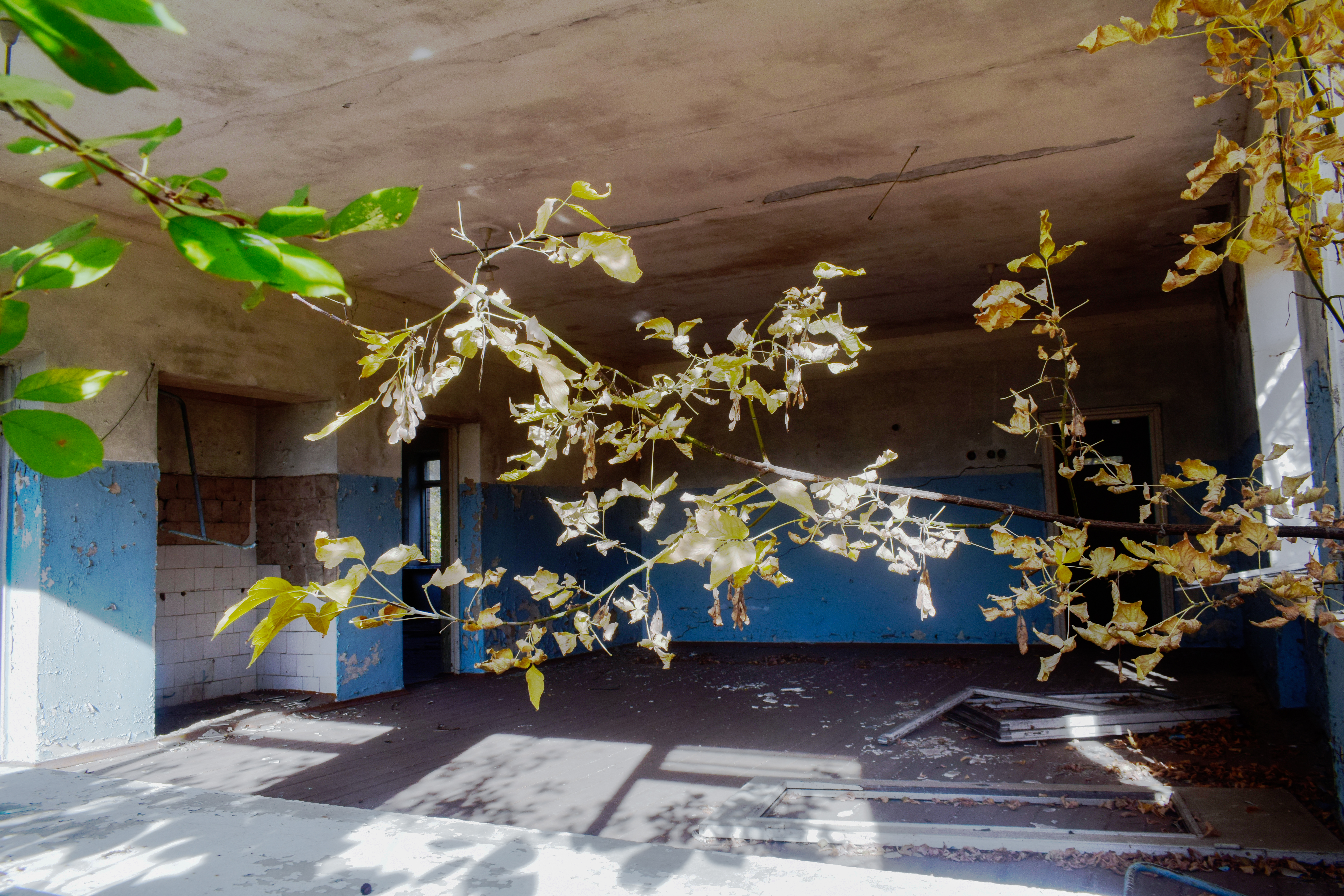
Закинутий дитячий садок
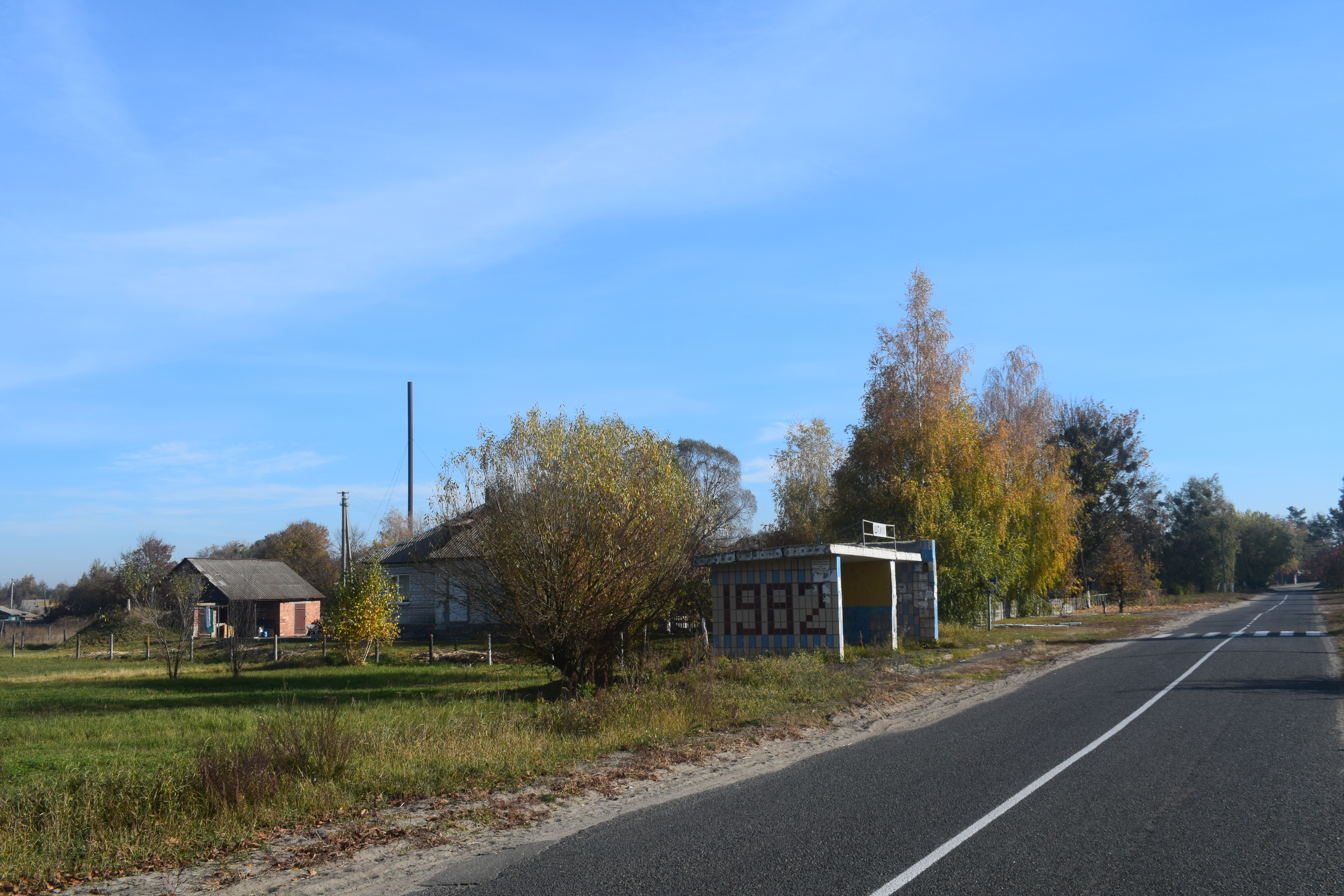
Автобусна зупинка